# Фишер, Дмитрий Вильгельмович
Дмитрий Вильгельмовия Фишер (укр. Дмитро Вільгельмович Фішер; 8 марта 1973, Янаул — 5 июня 2022, Орехов) — украинский военный лётчик, полковник, участник российско-украинской войны. Герой Украины (2025, посмертно).

## Биография
Родился 8 марта 1973 года. В 1990 году поступил в Черниговское высшее военное авиационное училище лётчиков, по окончании которого начал службу в 831-й бригаде тактической авиации в городе Миргород. С 1994 года служил в должностях лётчика, командира звена, командира эскадрильи. Позже окончил Харьковский национальный университет Воздушных Сил имени Ивана Кожедуба.
В 2017 году был назначен заместителем командира 40-й бригады тактической авиации. Имел квалификацию «военный лётчик-инструктор 1-го класса». Участвовал в международных авиашоу, в том числе RIAT (Великобритания), International Air Show (Польша), «Безпечне небо» и других, неоднократно получал награды за пилотаж.
В 2014 году принимал участие в операции по перехвату российского самолёта-разведчика Ил-20, нарушившего воздушное пространство Украины.
С начала полномасштабного вторжения России в Украину в 2022 году принимал участие в боевых действиях в Киевской, Сумской, Харьковской и Запорожской областях, а также в операции по освобождению острова Змеиный.
5 июня 2022 года, выполняя боевое задание в районе города Орехов Запорожской области, его самолёт Су-27 был сбит российскими средствами ПВО. Лётчик считался пропавшим без вести. Тело было эвакуировано в феврале 2024 года, личность установлена по результатам ДНК-экспертизы в марте того же года. Похоронен 28 марта 2024 года в Миргороде с воинскими почестями.

## Награды
- Звание «Герой Украины» с удостоением ордена «Золотая Звезда» (8 июля 2025, посмертно) — за личное мужество и героизм, проявленные в защите государственного суверенитета и территориальной целостности Украины, верность военной присяге[3].
- Орден Богдана Хмельницкого III степени (7 апреля 2022, посмертно) — за личное мужество и высокий профессионализм, проявленные в защите государственного суверенитета и территориальной целостности Украины, верность военной присяге[4].
- Медаль «За военную службу Украине» (6 декабря 2013) — за личное мужество и отвагу, проявленные в защите государственных интересов, укрепление обороноспособности и безопасности Украины[5].